# دانشگاه بین‌المللی فلوریدا
دانشگاه بین‌المللی فلوریدا (به انگلیسی: Florida International University) یکی از دانشگاه‌های ایالات متحده آمریکا بوده و در میامی ایالت فلوریدا واقع است. سالیانه بیش از ۳۴۰۰ نفر از این دانشگاه مدرک کارشناسی یا دکتری دریافت می‌کنند. دانشجویان در ۲۳ دانشکده، ۲۸۰ رشته تحصیلی، به کسب دانش اشتغال دارند.
دانشکده مهندسی این دانشگاه خارج از پردیس اصلی دانشگاه قرار دارد.

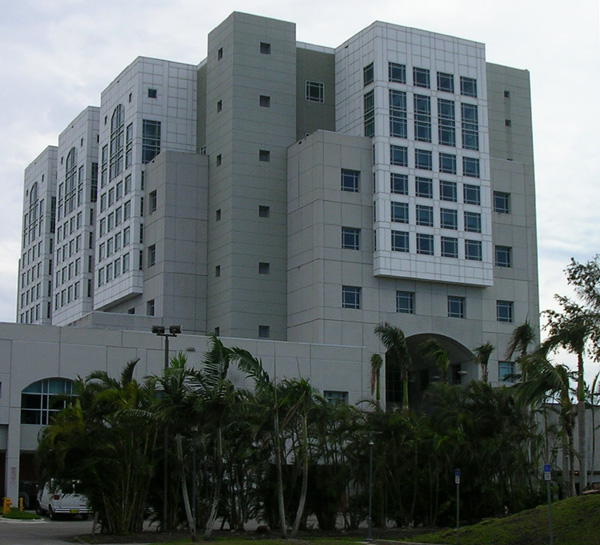
نمایی از دانشگاه

## نگارخانه

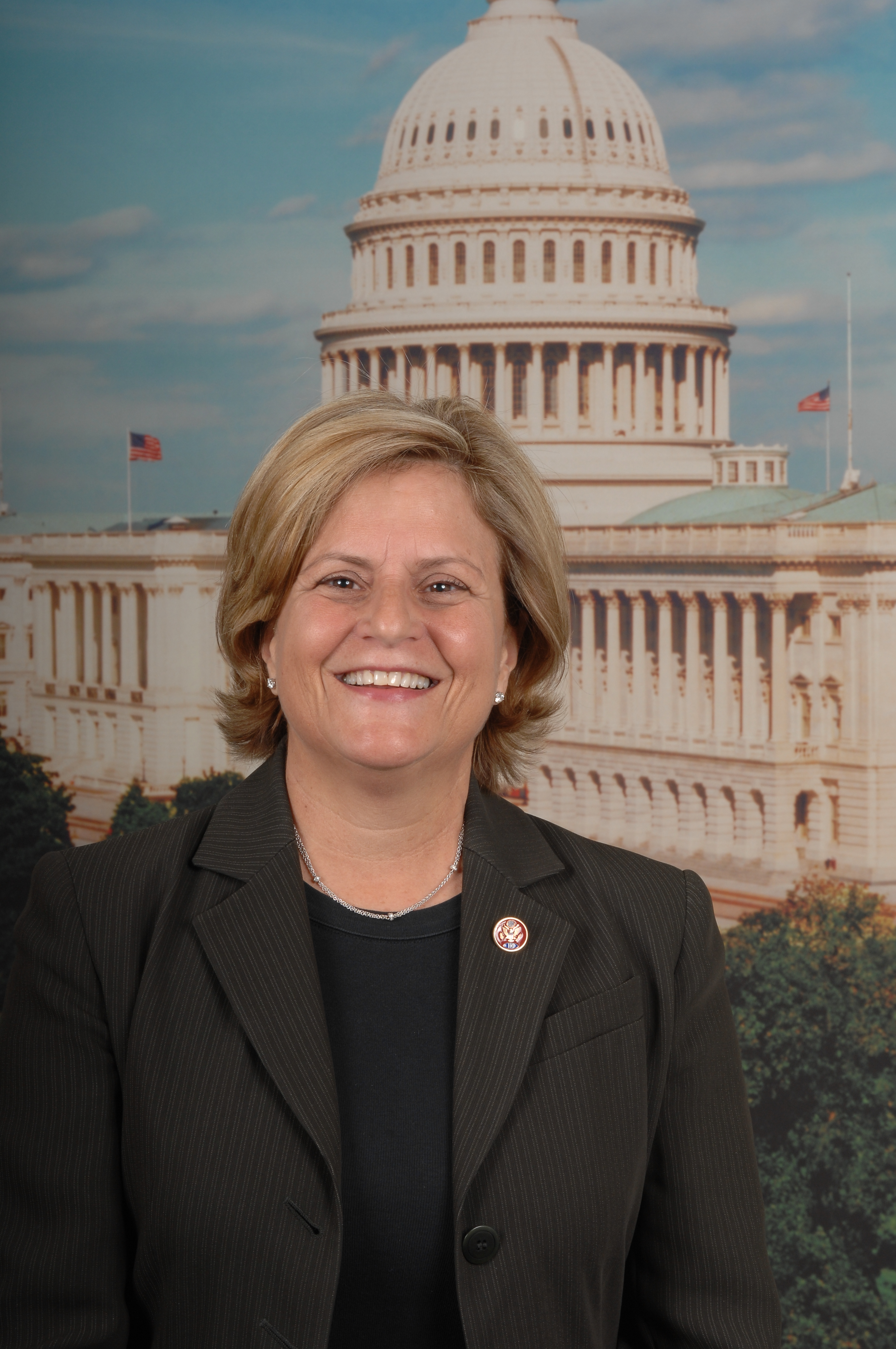
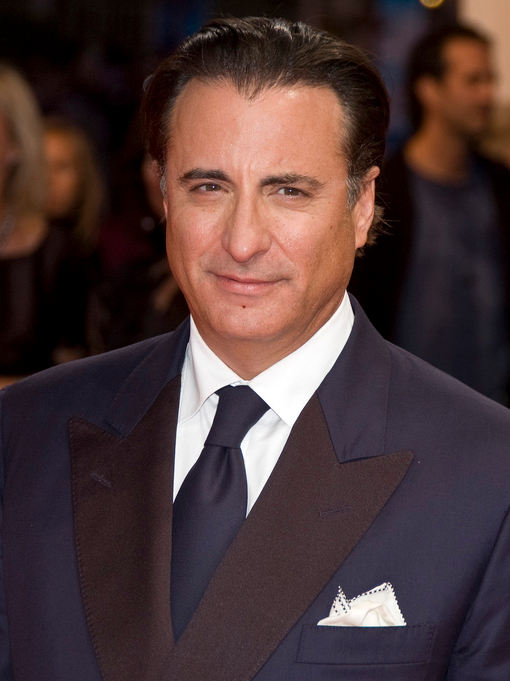
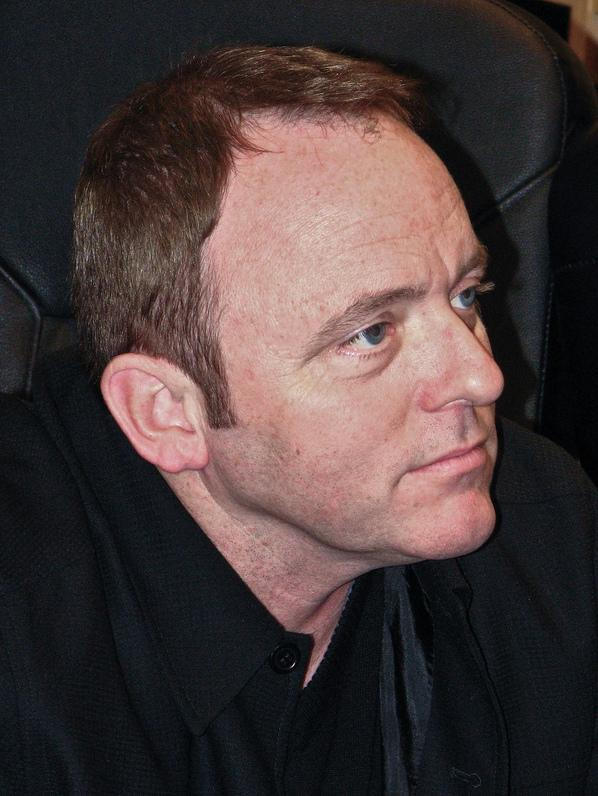
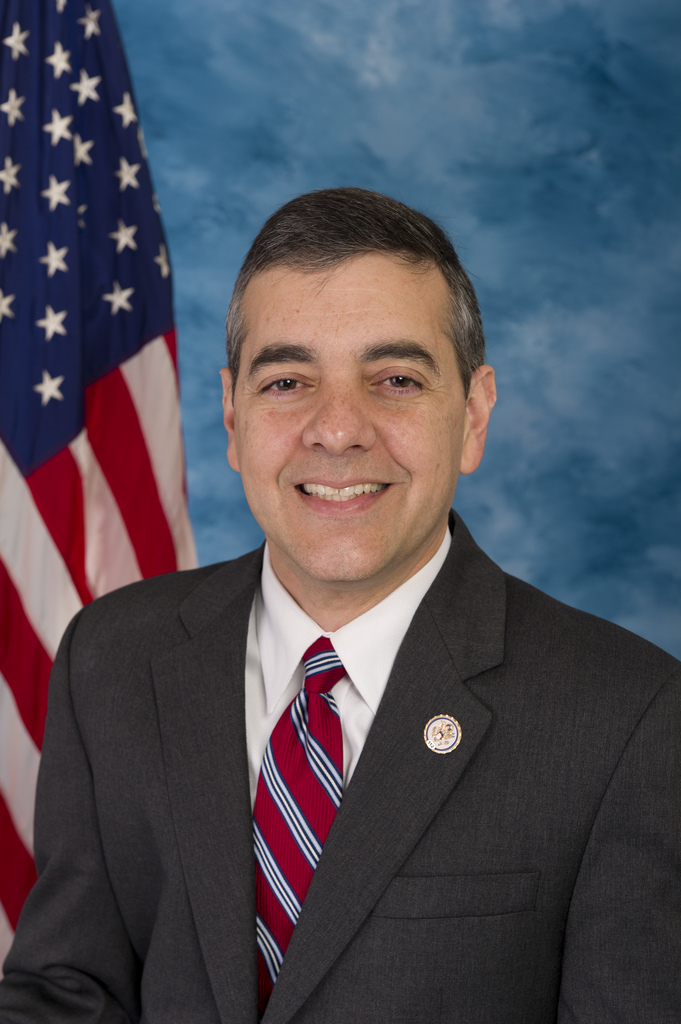
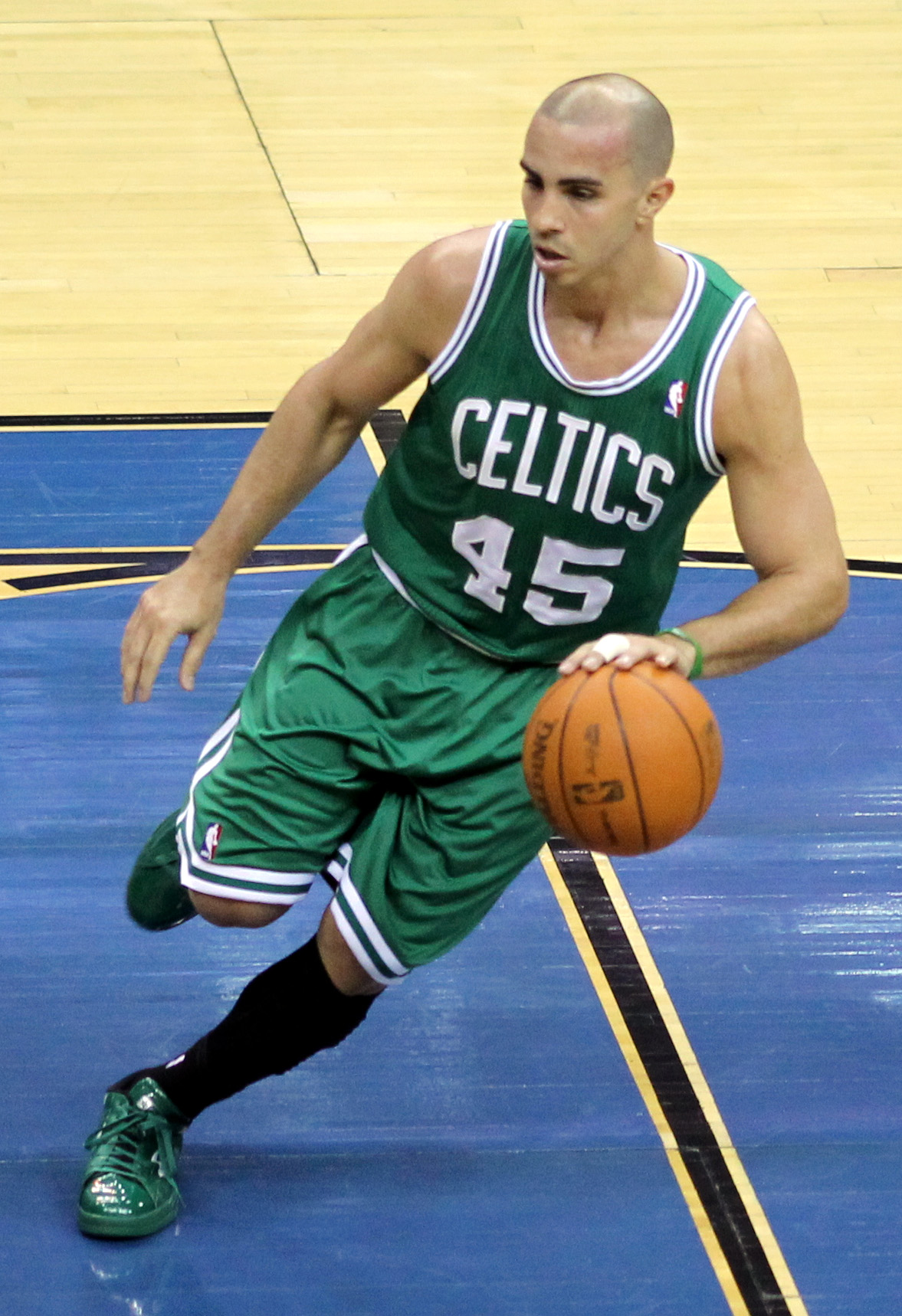
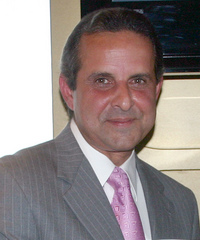
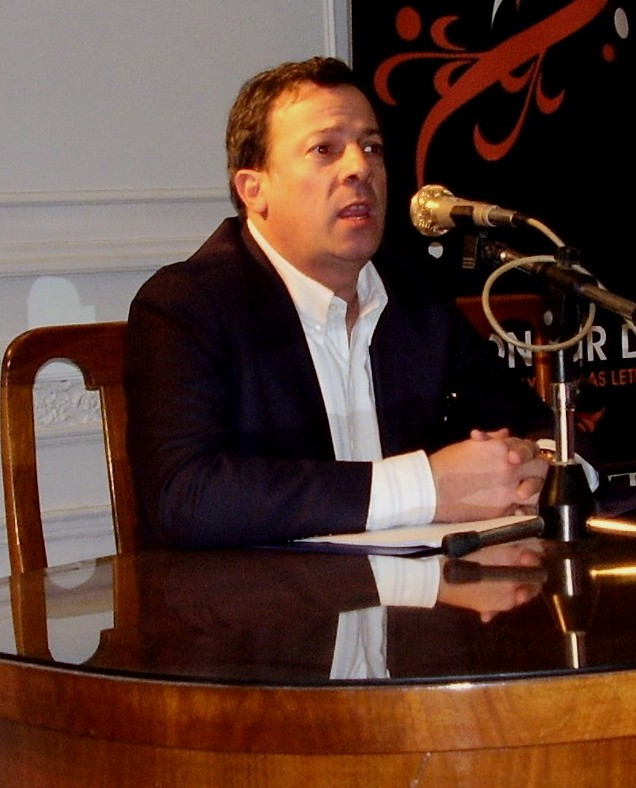
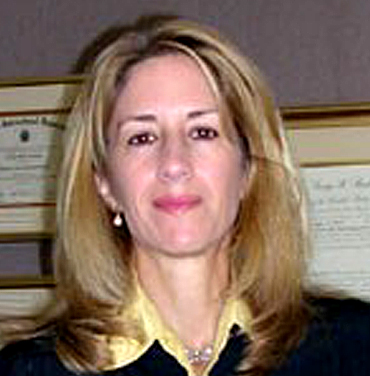